# Vidaurre Rock
Der Vidaurre Rock (spanisch Roca Vidaurre) ist ein niedriger Klippenfelsen in der Gruppe der Duroch-Inseln vor der Küste der Trinity-Halbinsel an der Spitze der Antarktischen Halbinsel. Er ragt 80 m östlich der Acuña Rocks aus dem Meer.
Teilnehmer der 4. Chilenischen Antarktisexpedition (1949–1950) benannten ihn. Der weitere Benennungshintergrund ist nicht überliefert. Das Advisory Committee on Antarctic Names übertrug die Benennung 1964 ins Englische.